# Corpo mamilar

Vista inferior do cérebro. Corpos mamilares no centro.

Corpos mamilares são núcleos arredondados de tecido nervoso na extremidade do arco frontal do fórnix cerebral. Estão localizado na superfície inferior do cérebro, podendo assim ser considerados parte do diencéfalo e do sistema límbico. Neuroanatomistas também costumam categorizar os corpos mamilares como parte do hipotálamo. É dividido em medial (lado voltado para o meio do cérebro) e lateral (lado voltado para a lateral do cérebro). 

## Função
Age como um relé transmitindo impulsos provenientes da amígdala cerebelosa e do hipocampo, através do trato mamilo-talâmico, para o tálamo. Tem duas funções importantes que estão integradas na evocação de memórias episódicas (lembrar de eventos), sendo importante na formação e evocação de memórias espaciais (como localizar um objeto ou/e um lugar). Memórias ligadas a emoções fortes e envolvendo atividades tradicionalmente úteis a sobrevivência (como encontrar comida, outros indivíduos ou possíveis parceiros sexuais) são mais facilmente armazenadas.  Sua lesão está associada a amnésia anterógrada (não guardar memórias de eventos recentes), sendo visível sua diminuição em doenças onde a memória episódica está prejudicada como Doença de Alzheimer e Síndrome de Korsakoff.